# Список министров иностранных дел Румынии
Министр иностранных дел Румынии (рум. Ministrul afacerilor externe ai României) — министерский пост в правительстве Румынии, глава министерства иностранных дел, отвечающий за иностранные дела государства. Пост учреждён в 1862 году после Объединение Дунайских княжеств и образования Объединённого княжества Валахии и Молдавии.
| #                                                                       | Фото                         | Имя                                      | Полномочия       | Полномочия       |
| #                                                                       | Фото                         | Имя                                      | Начало           | Окончание        |
| ----------------------------------------------------------------------- | ---------------------------- | ---------------------------------------- | ---------------- | ---------------- |
| Министерство иностранных дел Объединённого княжества Валахии и Молдавии |                              |                                          |                  |                  |
| 1                                                                       | Арсаке Апостол               | Апостол Арсаке (1792—1874)               | 22 января 1862   | 24 июня 1862     |
| 2                                                                       | Александру Кантакузино       | Александру Кантакузино (1811—1884)       | 24 июня 1862     | 29 сентября 1862 |
| 3                                                                       | Иоан Григоре Гика            | Иоан Григоре Гика (1830—1881)            | 29 сентября 1862 | 16 августа 1863  |
| 4                                                                       | Николае Росетти-Бэлэнеску    | Николае Росетти-Бэлэнеску (1827—1884)    | 17 августа 1863  | 16 октября 1865  |
| 5                                                                       | Александру Пападопол-Калимах | Александру Пападопол-Калимах (1833—1898) | 17 октября 1865  | 10 февраля 1866  |
| 6                                                                       | Ион Гика                     | Ион Гика (1816—1897)                     | 11 февраля 1866  | 10 мая 1866      |
| 7                                                                       | Петре Маврогени              | Петре Маврогени (1819—1887)              | 11 мая 1866      | 13 июля 1866     |
| Министерство иностранных дел Княжества Румыния                          |                              |                                          |                  |                  |
| 8                                                                       | Георге Барбу Штирбей         | князь Джордже Барбу Штирбей (1828—1925)  | 15 июля 1866     | 21 февраля 1867  |
| 9                                                                       | Штефан Голеску               | Штефан Голеску (1809—1874)               | 1 марта 1867     | 5 августа 1867   |
| 10                                                                      | Александру Териачиу          | Александру Териачиу (1829—1893)          | 17 августа 1867  | 12 ноября 1867   |
| 11                                                                      | Штефан Голеску               | Штефан Голеску (1809—1874)               | 13 ноября 1867   | 30 апреля 1868   |
| 12                                                                      | Николае Голеску              | Николае Голеску (1810—1877)              | 1 мая 1868       | 15 ноября 1868   |
| 13                                                                      | Димитрие Гика                | Димитрие Гика (1816—1897)                | 16 ноября 1868   | 27 ноября 1869   |
| 14                                                                      | Николае Калимаки-Катарджу    | Николае Калимаки-Катарджу (1830—1882)    | 28 ноября 1869   | 1 февраля 1870   |

## Министры иностранных дел Княжества Румынии 1866—1881
- Александру Г. Голеску[1] (2 февраля — 18 апреля 1870);
- Петре Карп (20 апреля — 14 декабря 1870)
- Николае Калимаки-Катарджу (18 декабря 1870 — 11 марта 1871);
- Георгий Костафору (11 марта 1871 — 27 апреля 1873);
- Василе Боереску (28 апреля 1873 — 29 января 1876);
- Димитрие Корня (4 — 26 апреля 1876);
- Михаил Когэлничану (27 апреля — 23 июля 1876);
- Николае Ионеску (24 июля 1876 — 2 апреля 1877);
- Михаил Когэлничану (3 апреля 1877 — 24 ноября 1878);
- Ион Кымпиняну (25 ноября 1878 — 10 июля 1879);
- Василе Боереску (11 июля 1879 — 9 апреля 1881)[2].

## Министры иностранных делКоролевства Румынии1881—1947
- Димитрие Брэтиану (10 апреля — 8 июня 1881);
- Эуджениу Стэтеску (9 июня — 30 июля 1881);
- Димитрие Стурдза (1 августа 1881 — 1 февраля 1885);
- Ион Кымпиняну (2 февраля — 27 октября 1885);
- Ион Брэтиану (28 октября — 15 декабря 1885);
- Михаил Ферекиде (16 декабря 1885 — 21 марта 1888);
- Петре П. Карп (22 марта 1889);
- Александру Лаговари (29 марта 1889 — 21 февраля 1891);
- Константин Эсарку (21 февраля — 26 ноября 1891);
- Александр Лаговари (27 ноября 1891 — 3 октября 1895);
- Димитрие Стурдза (4 октября 1895 — 21 ноября 1896);
- Константин Стойческу (21 ноября 1896 — 29 марта 1897);
- Димитрие Стурдза (31 марта 1897 — 30 марта 1899);
- Иоан Лаговари (11 апреля 1899 — 6 июля 1900);
- Александру Маргиломан (7 июля 1900 — 13 февраля 1901);
- Димитрие Стурдза (14 февраля 1901 — 8 января 1902);
- Ион И. К. Брэтиану (9 января 1902 — 11 декабря 1904);
- генерал Якоб Лаговари (22 декабря 1904 — 8 февраля 1907);
- Иоан Лаговари (9 февраля — 11 марта 1907);
- Димитрие Стурдза (12 марта 1907 — 27 декабря 1908);
- Ион И. К. Брэтиану (27 декабря 1908 — 30 октября 1909);
- Александру Джувара (1 ноября 1909 — 28 декабря 1910);
- Титу Майореску (29 декабря 1910 — 31 декабря 1913);
- Эмануэль Порумбару (4 января 1914 — 7 декабря 1916);
- Ион И. К. Брэтиану (8 декабря 1916 — 28 января 1918);
- Александру Авереску (29 января — 4 марта 1918);
- Константин Арион (5 марта — 23 октября 1918);
- генерал Константин Коандэ (24 октября — 28 ноября 1918);
- Ионел Брэтиану (29 ноября 1918 — 26 сентября 1919);
- Артур Вэйтояну (27 сентября — 14 октября 1919);
- Николае Мишу (15 — 31 октября 1919);
- Александру Вайда-Воевод (1 ноября 1919 — 9 января 1920);
- Дуилиу Замфиреску (13 марта — 12 июня 1920);
- Таке Ионеску (13 июня 1920 — 16 декабря 1921);
- Георге Дерусси (17 декабря 1921 — 19 января 1922);
- Ион Г. Дука (19 января 1922 — 29 марта 1926);
- Ион Митилинеу (30 марта 1926 — 3 июня 1927);
- Барбу Штирбей (4 — 20 июня 1927);
- Ионел Брэтиану (21 июня — 24 ноября 1927);
- Николае Титулеску (24 ноября 1927 — 9 ноября 1928);
- Георге Миронеску (10 ноября 1928 — 9 октября 1930);
- Ион Михалаче (10 октября 1930 — 17 апреля 1931);
- Константин Арджетояну (18 1931 — 26 апреля 1932);
- князь Димитрие И. Гика (27 апреля 1931 — 5 июня 1932);
- Александру Вайда-Воевод (6 июня — 19 октября 1932);
- Николае Титулеску (20 октября 1932 — 1 октября 1934);
- Георге Тэтэреску (2 — 9 октября 1934);
- Николае Титулеску (10 октября 1934 — 28 августа 1936);
- Виктор Антонеску (29 августа 1936 — 28 декабря 1937);
- Истрате Микеску (29 декабря 1937 — 10 февраля 1938);
- Георге Тэтэреску (11 февраля — 29 марта 1938);
- Николае Петреску-Комнен (30 марта 1938 — 31 января 1939);
- Григоре Гафенку (1 февраля 1939 — 3 июля 1940);
- Михаил Маноилеску (4 июля — 4 сентября 1940);
- Михаил Р. Стурдза (14 сентября 1940 — 17 января 1941);
- Ион Антонеску (18 января 1941 — 1 января 1943);
- Михай Антонеску (1 января 1943 — 23 августа 1944);
- Григоре Никулеску-Бузешти (23 августа — 3 ноября 1944);
- Константин Вишояну (4 ноября 1944 — 5 марта 1945);
- Георге Тэтэреску (6 марта 1945 — 5 ноября 1947).

## Министры иностранных дел Народной Республики Румынии иСоциалистической Республики Румынии1947—1989
- Анна Паукер (5 ноября 1947 — 9 июля 1952);
- Симион Бугич (10 июля 1952 — 3 октября 1955);
- Григоре Преотяса (4 октября 1955 — 14 июля 1957);
- Ион Георге Маурер (15 июля 1957 — 15 января 1958);
- Аврам Буначиу (23 января 1958 — 20 марта 1961);
- Корнелиу Мэнеску (21 марта 1961 — 22 октября 1972);
- Джордже Маковеску (23 октября 1972 — 22 марта 1978);
- Штефан Андрей (23 марта 1978 — 8 ноября 1985);
- Илие Вэдува (8 ноября 1985 — 26 августа 1986);
- Йон Тоту (26 августа 1986 — 2 ноября 1989);
- Ион Стоян (2 ноября — 22 декабря 1989).

## Министры иностранных делРеспублики Румыниис 1989
- Серджу Челак (26 декабря 1989 — 27 июня 1990);
- Адриан Нэстасе (28 июня 1990 — 18 ноября 1992);
- Теодор Мелешкану (19 ноября 1992 — 11 декабря 1996);
- Адриан Северин (12 декабря 1996 — 29 декабря 1997);
- Андрей Плешу (29 декабря 1997 — 22 декабря 1999);
- Петре Роман (22 декабря 1999 — 28 декабря 2000);
- Мирча Джоанэ (28 декабря 2000 — 28 декабря 2004);
- Михай-Рэзван Унгуряну (28 декабря 2004 — 21 марта 2007);
- Кэлин Попеску-Тэричану (21 марта — 5 апреля 2007);
- Адриан Чорояну[англ.] (5 апреля 2007 — 15 апреля 2008);
- Лазар Комэнеску (15 апреля — 22 декабря 2008);
- Кристиан Диаконеску (22 декабря 2008 — 1 октября 2009);
- Кэтэлин Предою (1 октября — 23 декабря 2009);
- Теодор Баконски (23 декабря 2009 — 23 января 2012);
- Кристиан Диаконеску (24 января — 7 мая 2012);
- Андрей Марга (7 мая — 6 августа 2012);
- Титус Корлэцян (6 августа 2012 — 10 ноября 2014);
- Михня Моток (18 ноября — 24 ноября 2014);
- Теодор Мелешкану (10 ноября — 24 ноября 2014);
- Богдан Ауреску (24 ноября 2014 — 17 ноября 2015);
- Лазар Комэнеску (17 ноября 2015 — 4 января 2017);
- Теодор Мелешкану (4 января 2017 — 24 июля 2019);
- Рамона Николе Манеску (24 июля — 4 ноября 2019);
- Богдан Ауреску (4 ноября 2019 — 15 июня 2023);
- Луминица Одобеску (15 июня 2023 — 23 декабря 2024);
- Эмиль Хурезяну (с 23 декабря 2024).